# Limenitis makkeda
Limenitis makkeda är en fjärilsart som beskrevs av William Chapman Hewitson 1871. Limenitis makkeda ingår i släktet Limenitis och familjen praktfjärilar. Inga underarter finns listade i Catalogue of Life.